# Benzonatato
Benzonatato é um fármaco antitussígeno não-narcótico. Foi aprovado pelo FDA em 1958. É usado no tratamento da tosse comum, tal como outros problemas respiratórios como a pneumonia, a bronquite, o enfisema e a asma.

## Efeitos adversos
- Tonturas
- Dores de cabeça
- Má-disposição
- Obstipação
- Nariz entupido

## Contra-indicações
O benzonatato não está aconselhado a pacientes alérgicos à procaína e à tetracaína. Deve ser evitado durante a gravidez e amamentação, apesar de ser desconhecida a sua passagem para o leite materno.